# Terapia z udziałem psa

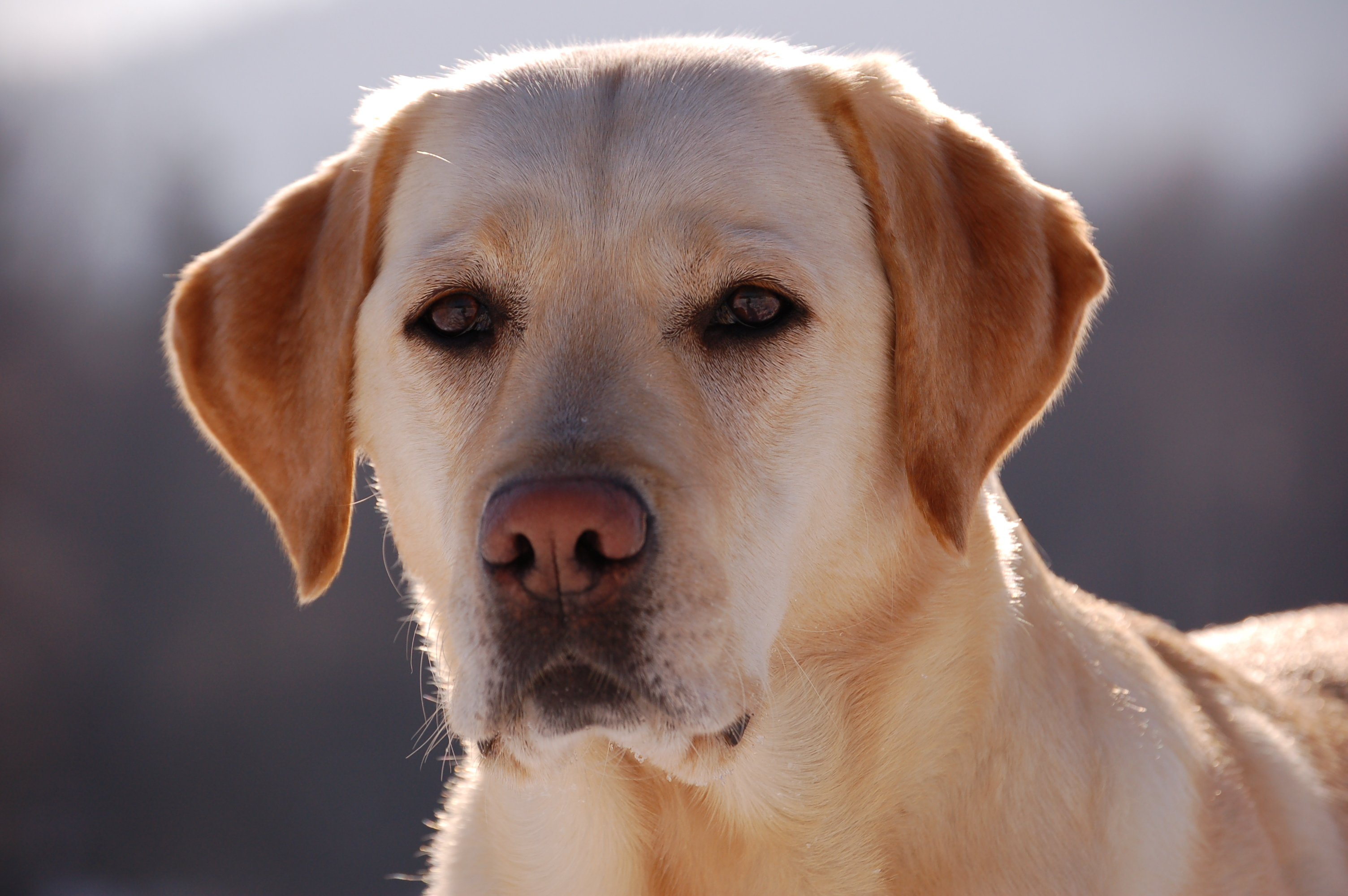
Labrador retriever to jedna z częściej wykorzystywanych w terapii ras psów

Terapia z udziałem psa, dogoterapia, kynoterapia, kanisterapia – metoda wzmacniająca efektywność rehabilitacji, w której motywatorem jest odpowiednio wyselekcjonowany i wyszkolony pies, prowadzony przez wykwalifikowanego terapeutę. Terapia tego rodzaju jest jedną z dziedzin zooterapii.

## Formy
Formy zajęć zostały po raz pierwszy zdefiniowane przez amerykańskie Towarzystwo Delta jako:
- AAA (animal-assisted activity) dostarcza możliwości motywacyjnych, edukacyjnych i rekreacyjnych lub terapeutycznych korzyści podnoszących jakość życia. Cechy charakterystyczne AAA:
  - cele terapeutyczne nie są planowane z wizyty na wizytę
  - wolontariusze i terapeuci nie są zobowiązani do prowadzenia dokładnych notatek
  - przebieg wizyty jest spontaniczny i trwa tak długo (lub krótko), jak jest to konieczne
  - prowadzone są w formie grupowej.

- AAT (animal-assisted therapy) to działanie terapeutyczne mające określony cel, w którym zwierzę spełniające określone kryteria jest integralną częścią procesu leczenia. AAT jest planowane, aby spowodować poprawę w fizycznym, społecznym, emocjonalnym i poznawczym funkcjonowaniu człowieka. AAT przeprowadza się grupowo, indywidualnie lub naprzemiennie. Cechy charakterystyczne AAT:
  - określone są cele i zadania dla każdego uczestnika
  - proces jest dokumentowany i rozwijany
  - postęp jest mierzalny.

Europejskie stowarzyszenie ADEu zdefiniowało formy AAA i AAT nieco odmiennie oraz wprowadziło dodatkową formę:
- AAE (animal-assisted education) jest celowym zabiegiem, w którym zespół zwierzę–opiekun, spełniający specyficzne kryteria, stanowi integralny element programu opracowanego w celu polepszenia funkcji poznawczych człowieka. AAE winna być kierowana lub prowadzona przez profesjonalnego wychowawcę odpowiedniej specjalności, w ramach jego/jej praktyki zawodowej. AAE może być stosowana w różnych miejscach, może być grupowa, lub indywidualna i może być stosowana do osób w różnym wieku. Proces ten winien być dokumentowany i oceniany.

W Towarzystwie Delta zajęcia edukacyjne zawierają się w formie AAA. Ponieważ pomimo takich samych nazw (AAA, AAT) definicje podstawowych form kynoterapii są różne (mówimy tutaj tylko o definicjach organizacji o zasięgu międzynarodowym – organizacje krajowe również mają swoje definicje) Polskie Towarzystwo Kynoterapeutyczne zaproponowało polską terminologię form terapii:
- Spotkanie z psem (SP) – zajęcia z psem, które mają na celu stworzenie pozytywnego kontaktu pomiędzy uczestnikami a psem. W trakcie spontanicznej, radosnej zabawy (ukierunkowanej przez prowadzącego) uczestnicy przyzwyczajają się do kontaktu z psem, głaszczą go, wydają polecenia. Zajęcia SP mają za zadanie dostarczenie uczestnikom pozytywnego ładunku emocjonalnego, satysfakcji z obcowania z psem, przełamują lęki w kontaktach z otoczeniem, stymulują rozwój zmysłów i postrzegania, pozwalają oderwać się od otaczającej ich rzeczywistości. W zależności od potrzeb podopiecznych i możliwości placówki mają formę spotkań indywidualnych lub pracy grupowej. Mogą odbywać się w formie spotkań jednorazowych lub zajęć cyklicznych. Czas trwania zwykle nie jest jednoznacznie określony. Zajęcia SP nie wymagają prowadzenia dokumentacji.

- Edukacja z psem (EP) – zajęcia mają na celu usprawnienie sfery intelektualnej i poznawczej dziecka, co wymaga odpowiedniego przygotowania (scenariusza) oraz wiedzy i umiejętności osób prowadzących wykraczających poza ramy SP. Dlatego wyodrębniono je w oddzielnej formie. Zajęcia zwykle odbywają się w przedszkolach i szkołach. Pies używany jako „pomoc naukowa”, motywuje do nauki i poprzez stworzenie przyjaźniejszych warunków zwiększa możliwości przyswojenia wiedzy. Dziecko chętniej zapamiętuje treści, których bohaterem jest jego nowy przyjaciel – pies. EP pomaga również dzieciom o obniżonej percepcji lub niechęci (z różnych powodów) do przyswajania wiedzy i przebywania w szkole. Zajęcia prowadzone są w grupach (klasach) lub indywidualnie. Mają określony scenariusz realizujący program nauczania. Wskazana jest ewaluacja i dokumentacja zajęć, szczególnie w przypadku zajęć indywidualnych.

- Terapia z psem (TP) – jest to zestaw ćwiczeń ukierunkowanych na konkretny, zaplanowany cel rehabilitacyjny, do których układana jest metodyka w porozumieniu z rehabilitantem lub lekarzem prowadzącym. Charakteryzuje się indywidualnym podejściem do każdego uczestnika, jego możliwości i potrzeb. TP jest w pełni dokumentowana: każdy uczestnik ma założoną kartę informacyjną i kartę przebiegu zajęć, w której wpisujemy rodzaj prowadzonych ćwiczeń oraz ich efekty. Pozwala to na okresowe sprawdzenie skuteczności i doboru metod. TP jest systemem rozwijalnym tzn. w miarę postępów w rehabilitacji stosujemy stopniowanie trudności. Najkorzystniejszą formą TP są zajęcia indywidualne lub w bardzo małych grupach (zwykle nie więcej niż 3 osoby).

Terapia najbardziej efektywna jest w rehabilitacji dzieci, ze względu na „ukrycie” ćwiczeń rehabilitacyjnych w formie zabawy z psem. Daje również efekty w terapii osób chorych, samotnych i starszych. Działanie w tym przypadku przede wszystkim polega na nawiązaniu psychicznej więzi ze zwierzęciem, co przyspiesza leczenie lub ułatwia przejście choroby. Terapia w formie AAA jest powszechnie wykorzystywana na świecie jako program visiting pets. Psy niemal codziennie odwiedzają chorych w szpitalach, hospicjach i placówkach opieki społecznej, ośrodkach dla narkomanów oraz więzieniach. Terapię kontaktową z udziałem zwierząt stosuje się coraz częściej jako metodę wspomagającą proces rehabilitacji. Istniejące organizacje w Stanach Zjednoczonych i Kanadzie od ponad 20 lat stosują z powodzeniem terapię z udziałem psa.

## Terapia z udziałem psa w Polsce
W Polsce dla terapii z udziałem psów używane są nazwy dogoterapia (z ang. dog, pies, i therapy, terapia) oraz kynoterapia (z gr. kýon, pies, w dopełniaczu: kynós, i therapeía, leczenie).
Terapia z udziałem psa jest stosowana w Polsce od 1987, w 2004 powołano Polski Związek Dogoterapii, a od 2007 w dniu 15 czerwca obchodzony jest Ogólnopolski Dzień Dogoterapii.
W Polsce brak jest jeszcze uregulowań prawnych, które porządkowałyby i precyzowały wymagania, jakie spełniać powinni terapeuci oraz psy terapeutyczne. Terapią zajmują się osoby fizyczne, najczęściej są to miłośnicy psów posiadający wykształcenie pedagogiczne oraz fundacje posiadające różniące się między sobą wymagania i procedury pracy.
Tematem uporządkowania, standaryzacji i doprowadzenia do uznania terapii z udziałem psa za zawód zajęło się powołane w 2006 przez Hannę Wojciechowską i Włodzimierza Ciocia Polskie Towarzystwo Kynoterapeutyczne. Efektem jego działań jest system wymogów obejmujący: kanony kynoterapii, Kodeks etyki kynoterapeuty, wzory dokumentacji, system egzaminowania psów terapeutycznych w 3 klasach: K-A (adept), K-I (klasa pierwsza) i K-II (klasa druga), polska terminologia oraz wpisanie do klasyfikacji zawodów i specjalności w grupie dużej „średni personel do spraw zdrowia”, grupa elementarna 3230 – praktykujący niekonwencjonalne lub komplementarne metody terapii zawodu kynoterapeuty (dogoterapeuty) z kodem 323007.

## Rasy psów używane w terapii
W doborze psa dla terapii istotne jest pierwotne przeznaczenie rasy i związane z tym odruchowe zachowania mające wpływ na bezpieczeństwo zajęć. Z tego względu preferuje się psy rasowe, u których można spodziewać się występowania z dużym prawdopodobieństwem cech niezbędnych przy prowadzeniu zajęć terapeutycznych. Pies terapeutyczny to:
- pies społeczny
- pies przewidywalny
- pies reprezentujący rozumne posłuszeństwo.

W terapii nie powinny być używane psy z grup, których pierwotna użytkowość wymagała zachowań agresywnych:
- psy obronne, np. tosa inu
- psy stróżujące, np. rottweiler
- psy bojowe, np. dog kanaryjski.

Nie ma rasy psów szczególnie nadającej się do terapii. O przydatności decydują zawsze cechy osobnicze oraz umiejętności przewodnika. Rasami psów, których łagodność i łatwość szkolenia pozwalają na udział w terapii, są między innymi:
- golden retriever
- labrador retriever
- cavalier king charles spaniel.

Używane w początkowym etapie doświadczeń z terapią rasy psów północy alaskan malamute i husky syberyjski wymagają od przewodnika dużego doświadczenia i konsekwencji w prowadzeniu. Rasy te charakteryzują się dużą niezależnością i związanym z tym zwiększonym ryzykiem zachowań niebezpiecznych, stąd nie są proponowanymi rasami dla nowicjuszy w terapii.